# Ashleigh Cummings
Ashleigh Cummings (Yeda, Arabia Saudita; 11 de noviembre de 1992) es una actriz australiana, conocida por interpretar a Dorothy Williams en Miss Fisher's Murder Mysteries.

## Biografía
Ashleigh nació en Arabia Saudí y es hija de padres australianos.
Se graduó en la Screenwise Film & TV School for Actors de Sídney, Australia.

## Carrera
En 2007 obtuvo un papel secundario en la película Razzle Dazzle: A Journey into Dance donde interpretó a una bailarina del grupo de la señorita Elizabeth (Jane Hall).
En 2009 apareció como invitada en la popular y exitosa serie australiana Home and Away donde interpretó a Ali Edmonds.
En 2010 apareció en la película Tomorrow, When the War Began donde interpretó a Robyn Mathers.
En 2012 se unió al elenco principal de la serie Miss Fisher's Murder Mysteries donde interpreta a Dorothy "Dot" Williams, la mucama y amiga de la detective Phryne Fisher (Essie Davis) e interés romántico del oficial Hugh Collins (Hugo Johnstone-Burt), hasta ahora.
Ese mismo año, Ashleigh se unió al elenco principal de la miniserie Puberty Blues, donde interpreta a la joven Debbie Vickers, también interpretará nuevamente a Robyn Mathers en la película Tomorrow, When the War Began 2.

## Filmografía

### Series de televisión
| Año         | Título                         | Personaje              | Notas                           |
| ----------- | ------------------------------ | ---------------------- | ------------------------------- |
| 2023        | Citadel                        | Abby Conroy            | Primera temporada               |
| 2019        | NOS4A2                         | Vic McQueen            | Protagonista                    |
| 2017-2018   | Westside                       | Cheryl                 | 15 Episodios (Temporada 3 y 4.) |
| 2015        | Gallipoli                      | Celia Houghton         | 7 episodios                     |
| 2012 - 2015 | Miss Fisher's Murder Mysteries | Dorothy "Dot" Williams | 34 episodios                    |
| 2012 - 2014 | Puberty Blues                  | Debbie Vickers         | 17 episodios                    |
| 2012        | Dance Academy                  | Trilby                 | episodio "Faux Pas De Deux"     |
| 2011        | Underbelly: Razor              | Gracie                 | episodio "Blood Alley"          |
| 2011        | Rescue Special Ops             | Britney                | episodio "The Intervention"     |
| 2009        | Home and Away                  | Ali Edmonds            | 3 episodios                     |

### Películas
| Año  | Título                              | Personaje         | Notas |
| ---- | ----------------------------------- | ----------------- | --- |
| 2019 | The Goldfinch                       | Pippa             | |
| 2017 | Pork Pie                            | Keira Leigh-Jones | |
| 2013 | Snowblind                           | Paige             | corto - junto a Susan Prior, Lucas Pittaway y Oscar Redding                                                |
| 2013 | My Mother Her Daughter              | Gabrielle         | corto - junto a Susan Prior, Leeanna Walsman y Roger Adam Smith                                            |
| 2013 | Greg's First Day                    | Erica             | corto - junto a Keegan Joyce, Nicholas Hope, Maeve Dermody y Celia Massingham                              |
| 2010 | Tomorrow, When the War Began        | Robyn Mathers     | junto a Rachel Hurd-Wood, Caitlin Stasey, Lincoln Lewis, Phoebe Tonkin y Andrew Ryan                       |
| 2008 | Dream Life                          | Sal               | junto a Xavier Samuel, Sigrid Thornton, Linda Cropper, Andrew McFarlane, Adelaide Clemens y Jack Finsterer |
| 2008 | Green Fire Envy                     | Ally Sheppard     | junto a Jessica Arapi, Leigh Murray y Tracey Lee Maxwell                                                   |
| 2007 | Razzle Dazzle: A Journey into Dance | Bailarina         | junto a Denise Roberts, Jane Hall, Steve Le Marquand y Roy Billing                                         |

### Teatro
| Año  | Obra     | Personaje | Director      | Teatro                 | Notas                                               |
| ---- | -------- | --------- | ------------- | ---------------------- | --------------------------------------------------- |
| 2010 | Our Town | -         | Iain Sinclair | Sídney Theatre Company | junto a Nicholas Bakopoulos-Cooke y Josh Quong Tart |

## Premios y nominaciones
| Año  | Categoría                               | Premio         | Serie/Película                                 | Resultado |
| ---- | --------------------------------------- | -------------- | ---------------------------------------------- | --------- |
| 2015 | Lead Actress in a Television Drama      | AACTA Award    | Puberty Blues                                  | Nominada  |
| 2013 | Actriz más popular                      | Logie de plata | Puberty Blues y Miss Fisher's Murder Mysteries | Nominada  |
| 2013 | Best Lead Actress in a Television Drama | AACTA Award    | Puberty Blues                                  | Nominada  |
| 2010 | Best Young Actor                        | AFI Award      | Tomorrow, When the War Began                   | Nominada  |